# 惠安集團
西安北方惠安化學工業有限公司，簡稱惠安集團，創建於 1954年，是国家"一五"期間建設的156项重点工程之一， 總經理為魏合田，黨委書記，副總經理為王立剛(2014)。總部位於中華人民共和國西安市，隸屬於中国兵器工业集团公司。　
公司位于西安市西南35公里处，有专用铁路和西汉高速公路直达。集团占地775万平方米，拥有总资产約32.5亿元，员工5000余人，其中各类专业技术人员和管理人员1800余人。 　　
2001年由工厂制改为公司制后，惠安集团开始步入快速良性发展轨道，制定了“三步走”发展战略：第一步，“十五”末年销售收入达到10亿元。第二步，到“十一五”末，销售收入达到50亿元。建成具有“尖端军品，强大民品，结构合理，效益优良，科技先进，人才充盈”的兵器十强企业。第三步，到2020年，实现销售收入100亿，将公司建设成为具有一定国际竞争力的高科技、现代化企业。 　　
其主要業務纤维素及其衍生物、聚氨酯涂料及漆用树脂、有机溶剂、化工设备制造。也把聯營公司的，四川北方硝化棉股份有限公司（深交所：002246）安排在2008年於深圳證券交易所上市，值得一提，是唯一硝化棉資產部份。

## 外部連結
- 西安北方惠安化學工業有限公司 （页面存档备份，存于）

1. ↑  西安惠安化學工業有限公司 www.xaha.com.cn